# 康塞普西翁 (圖庫曼省)

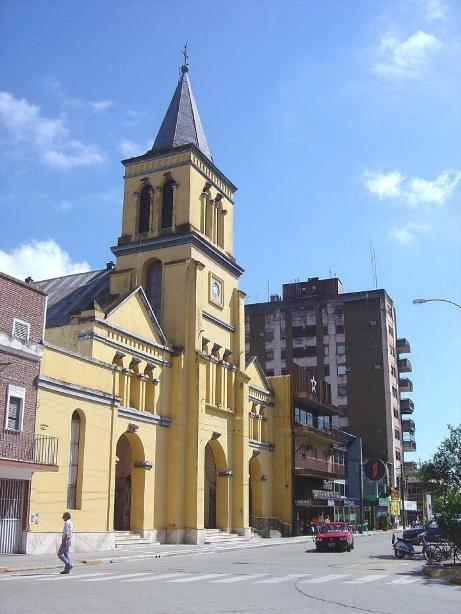
康塞普西翁

康塞普西翁（Concepción）是阿根廷的城市，位於該國北部，距離首府聖米格爾-德圖庫曼76公里，由圖庫曼省負責管轄，始建於1900年10月31日，海拔高度370米，2001年人口47,963。